# Abou Sanogo
Abou Sanogo (20 december 1994) is een Ivoriaans wielrenner.

## Carrière
In 2015 werd Sanogo bij zowel de beloften als de eliterenners nationaal wegkampioen door in Bonoua voor Karamoko Bamba te finishen. Een jaar later werd hij tweede achter Bassirou Konté. Later dat jaar won hij de laatste etappe van de Ronde van Ivoorkust.

## Overwinningen
2015
Ivoriaans kampioen op de weg, Elite
Ivoriaans kampioen op de weg, Beloften
2016
7e etappe Ronde van Ivoorkust
2017
1e etappe Ronde van Burkina Faso
9e etappe Ronde van Burkina Faso
2018
6e etappe Ronde van Ivoorkust